# 太田資清
太田 資清（おおた すけきよ）は、室町時代中期から戦国時代前期の武将。相模守護代、扇谷上杉家の家宰。摂津源氏の一門太田氏出身。長尾景仲とともに「関東不双の案者（知恵者）」と称された。父は太田資房。正室は長尾景仲の娘。子に資長（道灌）、資忠など。法号は道真（どうしん）。

## 生涯

### 関東の知恵者
太田氏は扇谷上杉家の家宰の家柄で、資清は上杉持朝に仕え家宰職と共に相模守護代を務めた。若年より文武に励んだ優れた武将で、関東の諸将は草木が風になびくように彼に従ったという。殊に歌道に優れ、後にやはり有名な歌人となる嫡子資長（道灌）よりも、この道では勝っていた。
永享11年（1439年）、鎌倉公方足利持氏と関東管領上杉憲実（山内上杉家）が対立して永享の乱が起きる。資清の主君扇谷家は山内家に味方し、持氏は幕府軍の追討を受けて滅びた。この戦いで持氏残党の一色氏を討った武将に「太田備中守資光」の名がみえ、資清の史料上の初出と考えられている。
文安4年 （1447年）、上杉家の願いにより鎌倉公方再興が許され、持氏の遺児成氏が鎌倉公方に迎えられ、山内家当主の上杉憲忠が関東管領に就任した。憲忠が若年だったために、山内家家宰で資清の義父にあたる長尾景仲がこれを補佐した。一方、扇谷家も当主の持朝が持氏を永安寺で攻め殺した張本人だったためか、隠居して家督を嫡男の顕房に譲った。顕房も若年だったために資清がこれを補佐した。両上杉家を支える景仲と資清は「関東不双の案者（知恵者）」と呼ばれた。
文安4年（1447年）の書状で道真とあるので、この頃に資清は出家しているようだ。

### 関東大乱
成氏は父を殺した憲実の子の憲忠を憎んでことごとく対立するようになった。宝徳2年（1450年）、景仲と道真は鎌倉の成氏の御所を不意に襲った。成氏は江の島へ逃れ、小山氏、千葉氏、宇都宮氏らの味方を得て反撃し、由比ヶ浜で合戦になった。仲介が入って両者は和睦したが、遺恨が残った（江の島合戦）。
成氏と憲忠の反目は深まり、享徳3年（1454年）12月、成氏は憲忠を暗殺してしまった。景仲は憲忠の弟房顕を山内家当主に迎えて翌康正元年（1455年）、上杉方は反撃に出て武蔵分倍河原で成氏と戦うが大敗を喫し、顕房が戦死してしまう。道真は顕房の子の政真を家督に立てるが、幼児にすぎず、先代の持朝が家督に復帰することになった。
その後、成氏は幕府軍の攻撃を受けて鎌倉から逃れ、下総古河城に拠って古河公方と呼ばれるようになる。古河公方と両上杉家との抗争は享徳の乱と呼ばれ、その後、30年近く続くことになる。
康正2年（1456年）、道真は嫡子資長に家督を譲った。しかし、隠居はせず実権は持ち続けていた（家督を譲ったのは寛正2年（1461年）とも）。
古河公方との戦いのために、康正2年から長禄元年（1457年）にかけて道真、資長父子は河越城（埼玉県川越市）、岩槻城（埼玉県さいたま市）、そして江戸城（東京都千代田区）を築いた（岩槻城については、道真・資長父子でなく成田正等による築城説が今は主流である）。
資長が江戸城を居城としたのに対して、道真は主に扇谷家の本拠となった河越城を守り、主君持朝を補佐していたらしい。文明元年（1469年）に、道真はこの河越城で著名な歌人宗祇と心敬を招いて連歌会を催し、これは「河越千句」として有名である。道真の連歌は宗祇が編纂した『新撰菟玖波集』に収められている。
長禄2年（1458年）、8代将軍足利義政の異母兄政知が関東に下向、伊豆に留まり、堀越公方と称された。しかし、政知は持朝と対立、寛正2年（1461年）に持朝の相模守護活動が停止され、翌年に持朝謀反の噂が流れ、政知の執事渋川義鏡の讒言によって扇谷家重臣の三浦時高・大森氏頼・千葉実胤らが隠遁した。道真もこの政争に巻き込まれ、寛正2年に隠居したとされている（後に幕府の調停で両者は和解、義鏡は失脚）。

### 新たな戦乱
応仁元年（1467年）、道真が長年仕えた持朝が河越で死去した。家督は孫の政真が継ぎ、道真は政真に従って武蔵五十子陣（埼玉県本庄市）で古河公方と対陣した。資長は江戸城にあって武蔵、相模を固めた。
文明5年（1473年）、古河公方の軍勢が五十子陣に攻めかかり、政真が討ち死にしてしまう。資長ら老臣達の評定によって政真の叔父定正が家督に迎えられた。
文明9年（1477年）、山内家重臣の長尾景春（景仲の孫）が古河公方と結んで反乱を起こして、五十子陣を急襲した。上杉軍は大敗を喫し、五十子を守っていた山内家当主上杉顕定、定正、道真は上野へ敗走する。（長尾景春の乱）
関東の多くの国人が景春に呼応して、両上杉家は危機に陥った。これを救ったのが道真の子の道灌（資長の法名）で、石神井城の豊島氏をはじめ各地の景春方を次々と打ち破る。道真は上野阿内城（群馬県前橋市）にあって顕定、定正を補佐した。
道灌と顕定、定正は合流することに成功して、用土原の戦いで大勝して景春を封じ込めたが、古河公方が本格的に参戦して乱は長期化の様相を見せた。文明10年（1478年）道灌と道真は顕定の反対を押し切って、定正を河越城に帰還させ、道真も河越城に入った。景春が河越城へ攻め寄せるが定正と道真はこれを撃退している。
長年の戦に飽いた古河公方は和議を望むが、景春はなおも戦うとした。道灌は景春方を次々と打ち破り、文明12年（1480年）までにほぼ乱の平定に成功した。
文明14年（1482年）、古河公方と両上杉家との間で和議が成立して、享徳の乱は終わった。

### 晩年
この戦いで扇谷家の勢力は大いに高まり、殊に乱を平定した道灌の声望は主君顕定、定正を凌がんばかりとなった。これは顕定、定正にとって危険なことであった。家中には道灌が謀反を企てていると中傷する者があり、定正も疑うようになるが、道真・道灌父子は何ら弁明しなかった。
この頃には高齢となった道真は隠居して自得軒（埼玉県越生町）に閑居するようになった。文明18年（1486年）6月、道灌は詩人万里集九を伴って道真の隠居所を訪ねて詩会を楽しんだ。それから1カ月ほどたった7月18日、定正の居館である糟屋館（神奈川県伊勢原市）に招かれた道灌はにわかに暗殺された。死に際に「当方滅亡」と言い残したという。
道真はその翌々年の長享2年（1488年）8月3日に越生で死去した。法名は自得院殿実慶道真庵主。墓所は越生の龍穏寺にある。「太田家記」などには明応元年（1492年）に死去とあるが、より信頼性の高い「本土寺過去帳」から、これは誤りと考えられる（黒田基樹駒澤大学非常勤講師の説による）。